# Giovanni di Bonino
Giovanni di Bonino war ein italienischer Maler, Mosaikkünstler und Glasmeister aus Assisi, der in Orvieto, Perugia und Assisi tätig war. Seine Geburts- und Todesdaten sind unbekannt, aber seine Tätigkeit in Orvieto ist von 1325 bis 1347 dokumentiert. Er ist möglicherweise der Künstler, der von Kunsthistorikern als der Meister von Figline bezeichnet wird.

## Kirchenfenster der Kathedrale von Orvieto
Die lange Tätigkeit von Giovanni di Bonino auf der Baustelle des Doms von Orvieto ist aus den Archiven des Doms bekannt, die zuerst von Guglielmo Della Valle 1791 untersucht, 1891 von Luigi Fumi teilweise veröffentlicht und 1989 von Catherine Harding übernommen und ergänzt wurden. Von September bis Dezember 1325 erhielt Giovanni di Bonino Zahlungen für die Ausführung von Kirchenfenstern, möglicherweise für die in den Seitenschiffen, mit einem Tageslohn, der mehr als doppelt so hoch war wie der, der den anderen Künstlern, Andrea di Mino aus Siena, Buccio di Leonardello aus Orvieto und Tino di Angelo aus Assisi, gezahlt wurde. Gleichzeitig war Giovanni mit einer sehr untergeordneten Rolle an der Dekoration der Fassade beteiligt, wo er als Maler einige Arbeiten ausführte. Weitere Zahlungen für die Glasfenster folgen in den ersten Monaten des Jahres 1330 und im Mai 1332. Zwischen Januar und März 1334 arbeitete Di Bonino an dem großen Fenster auf der Empore, das er vollkommen autonom ausführte, so wie es mit dem Baumeister Nicola di Nuto vereinbart worden war, der die Nachfolge des 1330 verstorbenen Lorenzo Maitani angetreten hatte. Die letzte Zahlung, die er erhielt, war eine Jahresmiete für ein Haus, die im Dezember 1347 gezahlt wurde.
Aufgrund des Verlustes der Glasfenster in den Seitenschiffen und der zahlreichen Restaurierungen oder Veränderungen an den Mosaiken der Domfassade von Orvieto erlaubt uns nur das Glasfenster auf der Empore, den Stil von Di Bonino zu beurteilen. Dieses Glasfenster stellt hauptsächlich das Leben der Jungfrau Maria dar, da die Kathedrale ihr gewidmet ist, sowie einige Episoden aus dem Leben Christi und Darstellungen von Propheten. Die offensichtlichen stilistischen Parallelen zwischen den Glasfenstern und der Architektur der Kathedrale, insbesondere der Empore, zeigt, dass Di Bonino für den Architekten Lorenzo Maitani eine entscheidende Rolle spielte und dass sie bis zu Maitanis Tod im Jahr 1330 und danach mit Nicola di Nuto, der sein Nachfolger wurde, eng zusammenarbeiteten. Am 30. März 1334 erhielt di Bonino 19 Goldgulden als Bezahlung für die Fertigstellung des Glasfensters auf der Empore, doch sein Name tauchte ein Jahrzehnt später bei der Bezahlung der Mosaiken an der Fassade wieder auf.
Boninos Technik unterscheidet sich von der seiner Vorgänger und Zeitgenossen dadurch, dass er nicht einfach nur gefärbtes Glas aus Glashütten in Venedig oder Deutschland zuschneidet und zusammensetzt, sondern die Malerei in allen Einzelheiten selbst ausführte und die Bleistücke bis zu viermal in den Ofen legte. Außerdem versucht er, sie so unauffällig wie möglich zu gestalten. Während die Glasmacher in Siena gerne stark gefärbtes Glas verwendeten, bevorzugte Di Bonino wenig gefärbtes, durchsichtiges Glas, das er selbst färbte. Bei der Suche nach weiteren Werken von Giovanni di Bonino auf der Grundlage seines persönlichen Stils konnten Werke in Assisi und Perugia identifiziert werden.

## Glasfenster und das Mosaik der Basilika San Francesco in Assisi

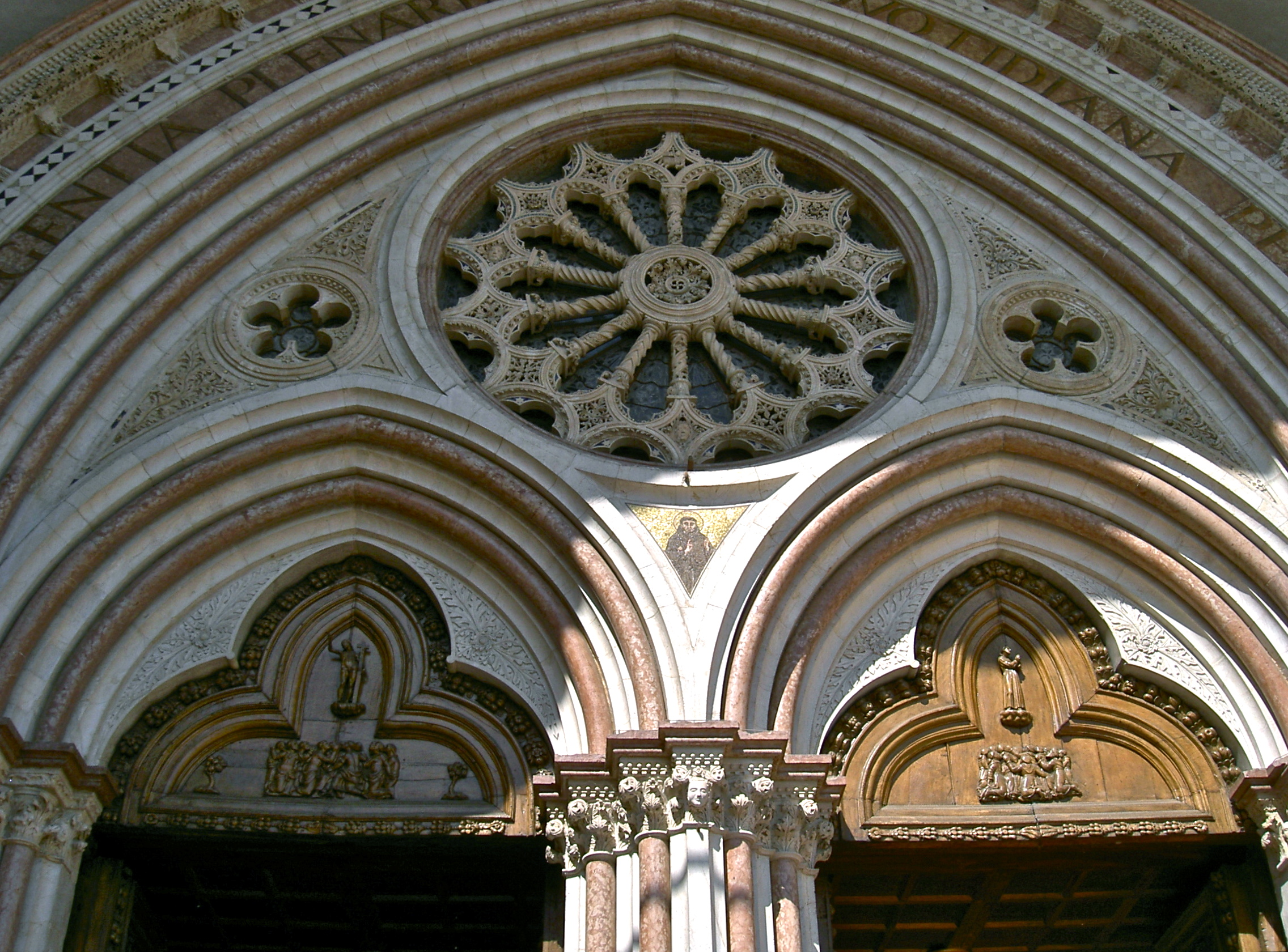
Hl. Franziskus von Assisi, Mosaik, das Giovanni di Bonino zugeschrieben wird, Portal der Unterkirche der Basilika San Francesco in Assisi

Seine vermutliche Tätigkeit in Assisi, sollte vor 1319 angesetzt werden, also mehr als drei Jahrzehnte vor dem Glasfenster in Orvieto. Di Bonino gilt als Schöpfer der Glasfenster in mehreren Kapellen der Unterkirche der Basilika San Francesco in Assisi: in der Stephanskapelle, in der Martinskapelle, die dem Glasfenster in Orvieto am ähnlichsten ist, die linken Fenster in der Kapelle des Heiligen Antonius von Padua und die mittleren Fenster in der Katharinenkapelle. Es gibt feine Unterschiede in der Hinterglasmalerei, die vielleicht darauf zurückzuführen sind, dass Mitarbeiter an der Übertragung der Kartons beteiligt waren. Die Glasfenster in der St.-Martins-Kapelle, die den Fresken an den Wänden vorangingen, belegen die Kenntnis des Malers von Simone Martinis Maestà. Dies ist die offensichtlichste Parallele zu den Werken an der Fassade in Orvieto. Außerdem wird das Mosaik mit der Darstellung von Franziskus, das das Portal der „Unterkirche“ schmückt, ebenfalls Di Bonino zugeschrieben und bildet den Auftakt zu seiner Tätigkeit als Mosaikkünstler in Orvieto.

## Kreuzigung von Perugia
Das Werk, das die Kreuzigung mit der Jungfrau Maria und dem Evangelisten Johannes darstellt, wird seit dem Erscheinen des Buches von Umberto Gnoli im Jahr 1923 aufgrund seiner Ähnlichkeit mit einer Scheibe des Kirchenfensters von Orvieto fast einstimmig Giovanni di Bonino oder seinem Umfeld zugeschrieben. Es wurde für die Sakristei der Kirche Sant’Agostino in Perugia angefertigt, aus der es 1863 entfernt wurde. Seit 1879 befindet sie sich in der Nationalgalerie von Umbrien. Das Werk könnte aus dem Jahr 1345 stammen, als die Domherren von Orvieto Di Bonino von Perugia nach Orvieto holten, um an den Mosaiken der Fassade zu arbeiten, oder aber für diejenigen, die in dem Glasfenster von Orvieto eine größere Reife als in dieser Kreuzigung sehen, vor 1325 entstanden sein. In der Kreuzigung des Fensters in Orvieto ist das Kreuz Y-förmig, was für den sienesischen Stil typisch ist, während es in Perugia kreuzförmig ist, was für den toskanischen und umbrischen Stil typisch ist.

## Der Meister von Figline
Di Boninos persönlicher Stil, eine Mischung aus toskanischem und umbrischem Stil und seine Wahl intensiver und leuchtender Farben haben einige Fachleute dazu veranlasst, ihn mit dem Meister von Figline zu identifizieren, der im englischen und deutschen Sprachraum auch als Meister der Pietá Fogg bezeichnet wird.